# Esteve Soler i Armengol
|  | Aquest article tracta sobre el pilot català. Vegeu-ne altres significats a «Esteve Soler». |

Esteve Soler i Armengol   (Corbera de Llobregat, 24 de desembre de 1949) és un antic pilot de motocròs i enduro català que destacà en competicions estatals durant la dècada de 1970 i començaments de la de 1980. De professió mecànic, Soler començà a competir a 22 anys, concretament al Motocròs de Martorell de 1971. La seva primera victòria important fou a la categoria Júnior del Motocròs d'Esplugues de 1973, amb una Bultaco. Aviat va passar a pilotar una Montesa, marca amb la qual competí uns quants anys de forma semi-oficial tot alternant les competicions de motocròs i enduro. Especialista en proves de resistència TT, aconseguí sengles victòries a les 24 Hores de Moià (1973-1974), les 3 Hores Tot-Terreny de Premià (1974) i les 150 Milles de Mollet (1977).